# Llista d'asteroides/178601-178700
| Nom      | Designació provisional | Data de descobriment   | Lloc de descobriment | Descobridor/s               |
| -------- | ---------------------- | ---------------------- | -------------------- | --------------------------- |
| 178601 - | 2000 CG59              | 5 de febrer de 2000    | Socorro              | LINEAR                      |
| 178602 - | 2000 CT78              | 8 de febrer de 2000    | Kitt Peak            | Spacewatch                  |
| 178603 - | 2000 CV107             | 5 de febrer de 2000    | Kitt Peak            | M. W. Buie                  |
| 178604 - | 2000 CE139             | 5 de febrer de 2000    | Kitt Peak            | Spacewatch                  |
| 178605 - | 2000 DA17              | 29 de febrer de 2000   | Socorro              | LINEAR                      |
| 178606 - | 2000 DR55              | 29 de febrer de 2000   | Socorro              | LINEAR                      |
| 178607 - | 2000 DT56              | 29 de febrer de 2000   | Socorro              | LINEAR                      |
| 178608 - | 2000 DJ70              | 29 de febrer de 2000   | Socorro              | LINEAR                      |
| 178609 - | 2000 DH80              | 28 de febrer de 2000   | Socorro              | LINEAR                      |
| 178610 - | 2000 EX5               | 2 de març de 2000      | Kitt Peak            | Spacewatch                  |
| 178611 - | 2000 ER55              | 5 de març de 2000      | Socorro              | LINEAR                      |
| 178612 - | 2000 EQ74              | 11 de març de 2000     | Kitt Peak            | Spacewatch                  |
| 178613 - | 2000 EF78              | 5 de març de 2000      | Socorro              | LINEAR                      |
| 178614 - | 2000 EZ114             | 10 de març de 2000     | Kitt Peak            | Spacewatch                  |
| 178615 - | 2000 EL119             | 11 de març de 2000     | Anderson Mesa        | LONEOS                      |
| 178616 - | 2000 EN140             | 2 de març de 2000      | Kitt Peak            | Spacewatch                  |
| 178617 - | 2000 EB153             | 6 de març de 2000      | Haleakala            | NEAT                        |
| 178618 - | 2000 EQ168             | 4 de març de 2000      | Socorro              | LINEAR                      |
| 178619 - | 2000 FT                | 26 de març de 2000     | Socorro              | LINEAR                      |
| 178620 - | 2000 FY14              | 29 de març de 2000     | Socorro              | LINEAR                      |
| 178621 - | 2000 FG33              | 29 de març de 2000     | Socorro              | LINEAR                      |
| 178622 - | 2000 FY38              | 29 de març de 2000     | Socorro              | LINEAR                      |
| 178623 - | 2000 FW69              | 27 de març de 2000     | Kitt Peak            | Spacewatch                  |
| 178624 - | 2000 FY70              | 29 de març de 2000     | Kitt Peak            | Spacewatch                  |
| 178625 - | 2000 GH35              | 5 d'abril de 2000      | Socorro              | LINEAR                      |
| 178626 - | 2000 GT68              | 5 d'abril de 2000      | Socorro              | LINEAR                      |
| 178627 - | 2000 GU82              | 7 d'abril de 2000      | Socorro              | LINEAR                      |
| 178628 - | 2000 GZ115             | 8 d'abril de 2000      | Socorro              | LINEAR                      |
| 178629 - | 2000 GV141             | 7 d'abril de 2000      | Anderson Mesa        | LONEOS                      |
| 178630 - | 2000 GO153             | 6 d'abril de 2000      | Anderson Mesa        | LONEOS                      |
| 178631 - | 2000 HW11              | 28 d'abril de 2000     | Socorro              | LINEAR                      |
| 178632 - | 2000 HD31              | 29 d'abril de 2000     | Socorro              | LINEAR                      |
| 178633 - | 2000 HF33              | 29 d'abril de 2000     | Socorro              | LINEAR                      |
| 178634 - | 2000 HP81              | 29 d'abril de 2000     | Anderson Mesa        | LONEOS                      |
| 178635 - | 2000 HL89              | 29 d'abril de 2000     | Socorro              | LINEAR                      |
| 178636 - | 2000 JE6               | 2 de maig de 2000      | Socorro              | LINEAR                      |
| 178637 - | 2000 JK19              | 4 de maig de 2000      | Socorro              | LINEAR                      |
| 178638 - | 2000 JM20              | 6 de maig de 2000      | Socorro              | LINEAR                      |
| 178639 - | 2000 JU38              | 7 de maig de 2000      | Socorro              | LINEAR                      |
| 178640 - | 2000 JD47              | 9 de maig de 2000      | Socorro              | LINEAR                      |
| 178641 - | 2000 JZ69              | 2 de maig de 2000      | Anderson Mesa        | LONEOS                      |
| 178642 - | 2000 JC71              | 1 de maig de 2000      | Anderson Mesa        | LONEOS                      |
| 178643 - | 2000 JE94              | 2 de maig de 2000      | Anderson Mesa        | LONEOS                      |
| 178644 - | 2000 KO12              | 28 de maig de 2000     | Socorro              | LINEAR                      |
| 178645 - | 2000 KD25              | 28 de maig de 2000     | Socorro              | LINEAR                      |
| 178646 - | 2000 KW39              | 25 de maig de 2000     | Kitt Peak            | Spacewatch                  |
| 178647 - | 2000 KD44              | 26 de maig de 2000     | Kitt Peak            | Spacewatch                  |
| 178648 - | 2000 KQ54              | 27 de maig de 2000     | Anderson Mesa        | LONEOS                      |
| 178649 - | 2000 KQ65              | 27 de maig de 2000     | Anderson Mesa        | LONEOS                      |
| 178650 - | 2000 LZ10              | 4 de juny de 2000      | Socorro              | LINEAR                      |
| 178651 - | 2000 NS4               | 5 de juliol de 2000    | Kitt Peak            | Spacewatch                  |
| 178652 - | 2000 NF7               | 4 de juliol de 2000    | Kitt Peak            | Spacewatch                  |
| 178653 - | 2000 OZ19              | 30 de juliol de 2000   | Socorro              | LINEAR                      |
| 178654 - | 2000 OW26              | 23 de juliol de 2000   | Socorro              | LINEAR                      |
| 178655 - | 2000 PO29              | 1 d'agost de 2000      | Socorro              | LINEAR                      |
| 178656 - | 2000 QV18              | 24 d'agost de 2000     | Socorro              | LINEAR                      |
| 178657 - | 2000 QZ18              | 24 d'agost de 2000     | Socorro              | LINEAR                      |
| 178658 - | 2000 QV34              | 28 d'agost de 2000     | Socorro              | LINEAR                      |
| 178659 - | 2000 QB40              | 24 d'agost de 2000     | Socorro              | LINEAR                      |
| 178660 - | 2000 QQ57              | 26 d'agost de 2000     | Socorro              | LINEAR                      |
| 178661 - | 2000 QC65              | 28 d'agost de 2000     | Socorro              | LINEAR                      |
| 178662 - | 2000 QP74              | 24 d'agost de 2000     | Socorro              | LINEAR                      |
| 178663 - | 2000 QA86              | 25 d'agost de 2000     | Socorro              | LINEAR                      |
| 178664 - | 2000 QR99              | 28 d'agost de 2000     | Socorro              | LINEAR                      |
| 178665 - | 2000 QF104             | 28 d'agost de 2000     | Socorro              | LINEAR                      |
| 178666 - | 2000 QT135             | 26 d'agost de 2000     | Socorro              | LINEAR                      |
| 178667 - | 2000 QW137             | 31 d'agost de 2000     | Socorro              | LINEAR                      |
| 178668 - | 2000 QL148             | 27 d'agost de 2000     | Kvistaberg           | Uppsala-DLR Asteroid Survey |
| 178669 - | 2000 QG149             | 24 d'agost de 2000     | Socorro              | LINEAR                      |
| 178670 - | 2000 QN159             | 31 d'agost de 2000     | Socorro              | LINEAR                      |
| 178671 - | 2000 QS171             | 31 d'agost de 2000     | Socorro              | LINEAR                      |
| 178672 - | 2000 QS178             | 31 d'agost de 2000     | Socorro              | LINEAR                      |
| 178673 - | 2000 QG185             | 26 d'agost de 2000     | Socorro              | LINEAR                      |
| 178674 - | 2000 QR187             | 26 d'agost de 2000     | Socorro              | LINEAR                      |
| 178675 - | 2000 QB200             | 29 d'agost de 2000     | Socorro              | LINEAR                      |
| 178676 - | 2000 QT221             | 21 d'agost de 2000     | Anderson Mesa        | LONEOS                      |
| 178677 - | 2000 QJ227             | 31 d'agost de 2000     | Socorro              | LINEAR                      |
| 178678 - | 2000 QW231             | 29 d'agost de 2000     | Socorro              | LINEAR                      |
| 178679 - | 2000 QT247             | 28 d'agost de 2000     | Cerro Tololo         | M. W. Buie                  |
| 178680 - | 2000 RB9               | 2 de setembre de 2000  | Loomberah            | G. J. Garradd               |
| 178681 - | 2000 RF17              | 1 de setembre de 2000  | Socorro              | LINEAR                      |
| 178682 - | 2000 RV32              | 1 de setembre de 2000  | Socorro              | LINEAR                      |
| 178683 - | 2000 RQ84              | 2 de setembre de 2000  | Anderson Mesa        | LONEOS                      |
| 178684 - | 2000 RP87              | 2 de setembre de 2000  | Anderson Mesa        | LONEOS                      |
| 178685 - | 2000 RB94              | 4 de setembre de 2000  | Kitt Peak            | Spacewatch                  |
| 178686 - | 2000 ST10              | 24 de setembre de 2000 | Prescott             | P. G. Comba                 |
| 178687 - | 2000 SX15              | 23 de setembre de 2000 | Socorro              | LINEAR                      |
| 178688 - | 2000 SQ16              | 23 de setembre de 2000 | Socorro              | LINEAR                      |
| 178689 - | 2000 SL18              | 23 de setembre de 2000 | Socorro              | LINEAR                      |
| 178690 - | 2000 SY26              | 23 de setembre de 2000 | Socorro              | LINEAR                      |
| 178691 - | 2000 SB27              | 23 de setembre de 2000 | Socorro              | LINEAR                      |
| 178692 - | 2000 SV28              | 23 de setembre de 2000 | Socorro              | LINEAR                      |
| 178693 - | 2000 SD31              | 24 de setembre de 2000 | Socorro              | LINEAR                      |
| 178694 - | 2000 SC42              | 24 de setembre de 2000 | Socorro              | LINEAR                      |
| 178695 - | 2000 SH55              | 24 de setembre de 2000 | Socorro              | LINEAR                      |
| 178696 - | 2000 SB58              | 24 de setembre de 2000 | Socorro              | LINEAR                      |
| 178697 - | 2000 SF60              | 24 de setembre de 2000 | Socorro              | LINEAR                      |
| 178698 - | 2000 SP66              | 24 de setembre de 2000 | Socorro              | LINEAR                      |
| 178699 - | 2000 SS71              | 24 de setembre de 2000 | Socorro              | LINEAR                      |
| 178700 - | 2000 SR88              | 24 de setembre de 2000 | Socorro              | LINEAR                      |